# Кутеней (озеро)
Озеро Кутеней (англ. Kootenay Lake) — озеро в провінції Британська Колумбія (Канада).

## Географія

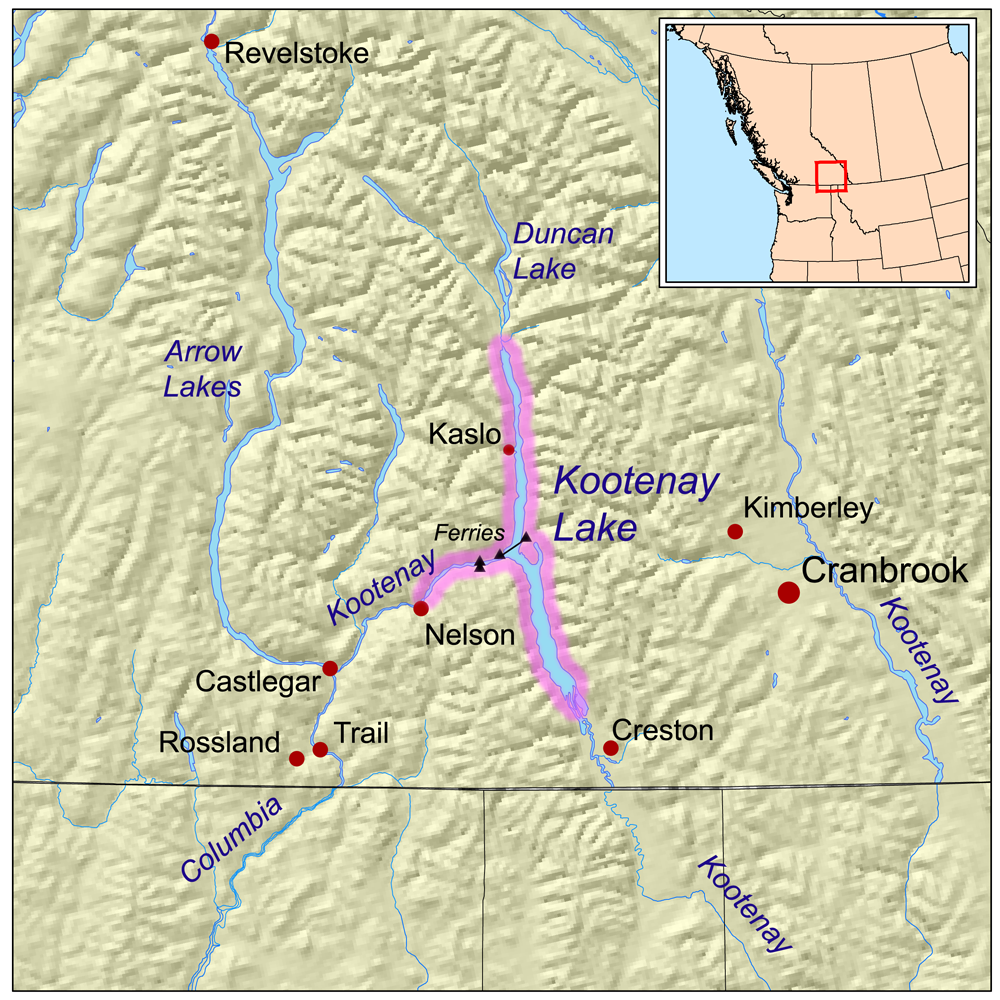
Карта озера Кутеней

Розташоване на півдні провінції поблизу кордону з США. Одне з великих озер Канади — площа водної поверхні 389 км², загальна площа — 407 квадратних кілометрів, четвертий за величиною озеро в провінції Британська Колумбія. Розташоване в Канадських скелястих горах, між гірськими хребтами Нельсон і Перселл. Довжина озера приблизно 100 кілометрів, ширина від півтора до шести кілометрів. Висота над рівнем моря 530 метрів. В озеро впадає річка Кутеней, вона ж є єдиною річкою, що витікає із озера. Далі стік із озера через річку Колумбія потрапляє у Тихий океан.
Приблизно від середини озера на південний захід відходить вузький Західний рукав (West Arm) довжиною 34 кілометри, в кінці якого розташоване місто Нельсон (адміністративний центр цього району, приблизно 9 тисяч жителів). У місці, де Західний рукав відходить від основного озера, розташоване невелике містечко Белфур, з'єднане цілорічною поромною переправою з розташованим на східному березі містечком Кутеней-Бей. Уздовж південного берега Західного рукава простягнувся великий провінційний парк (West Arm Provincial Park), створений для захисту реліктових лісів і рідкісних тварин (зокрема і ведмедів грізлі).

## Історія
Першим європейцем, що побував на береги озера, був дослідник, картограф і мехоторговец Девід Томпсон під час своєї ризикованої подорожі через Канадські Скелясті гори у 1808 році. На берегах озера жили індіанці племені кутеней («Кутеней» означає «люди води»), тому і озеро було так названо. Наприкінці XIX століття в районі озера почала розвиватися лісопильна і гірничорудна промисловість, тоді ж між південним краєм озера і кордоном з США була прокладена залізниця із Ванкувера у Реджайну.

## Галерея

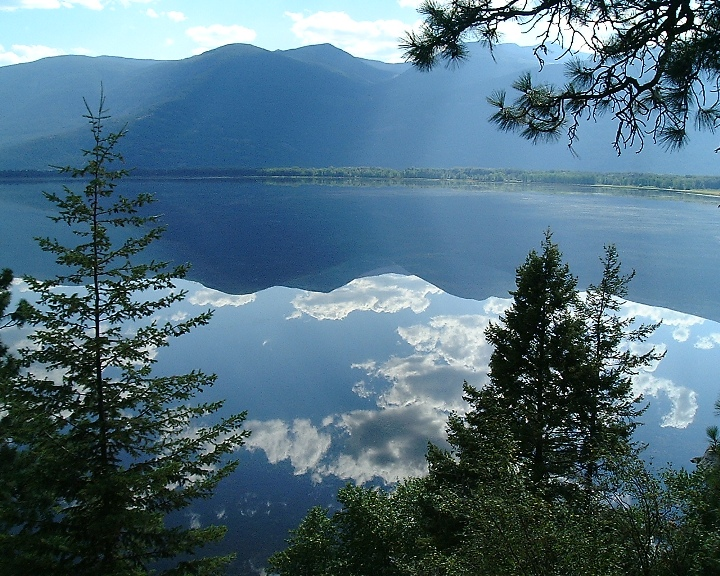
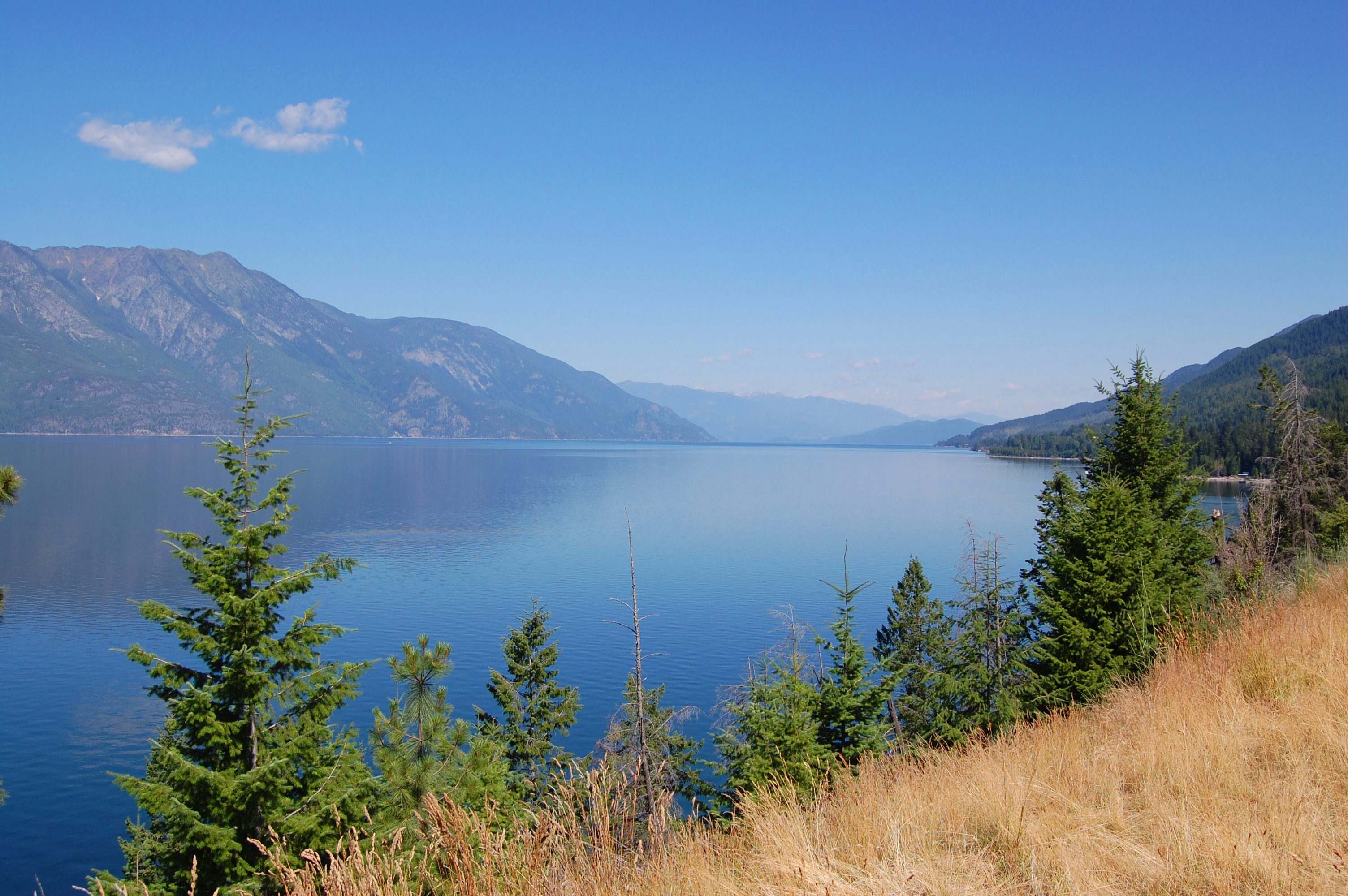
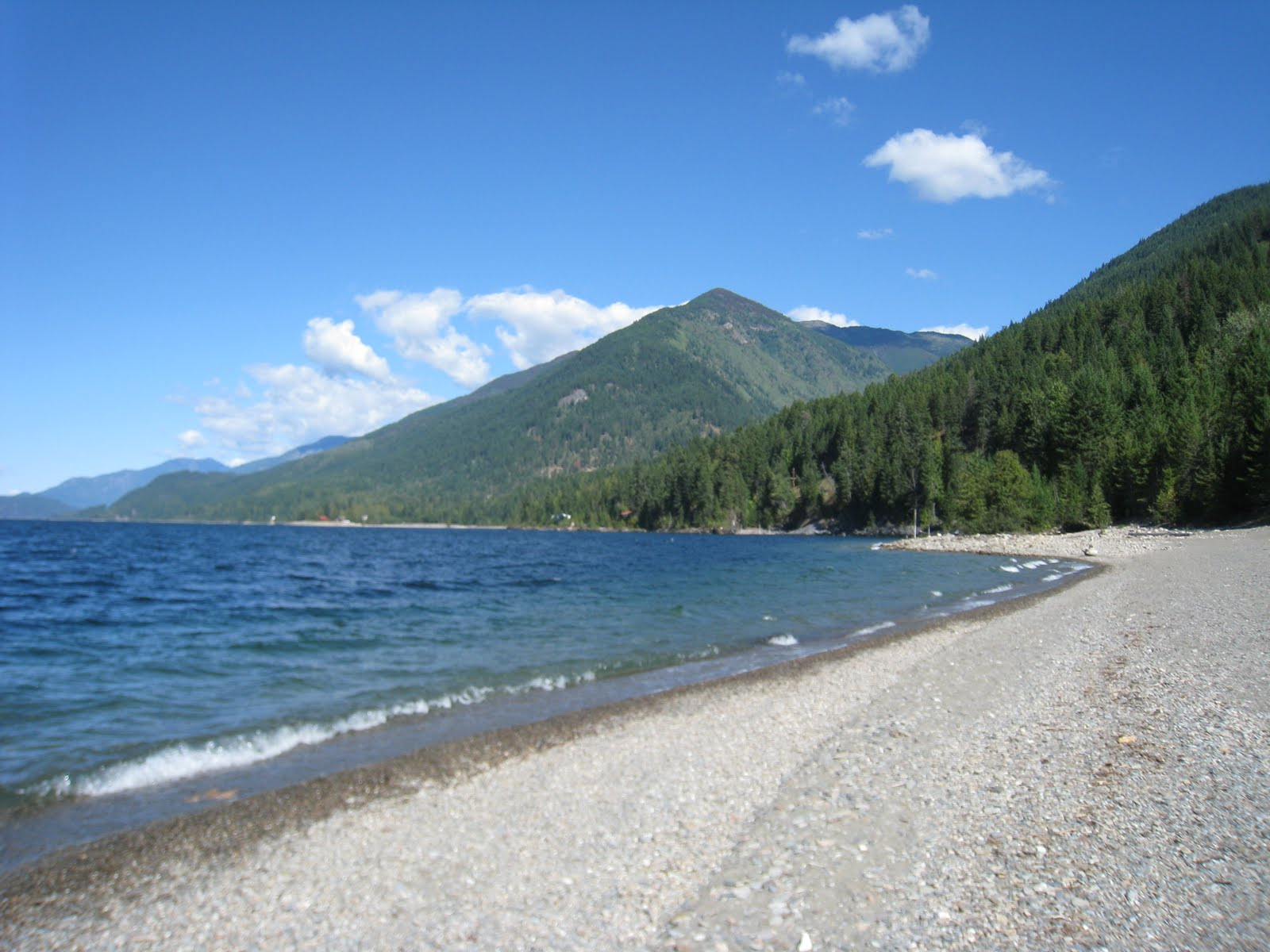
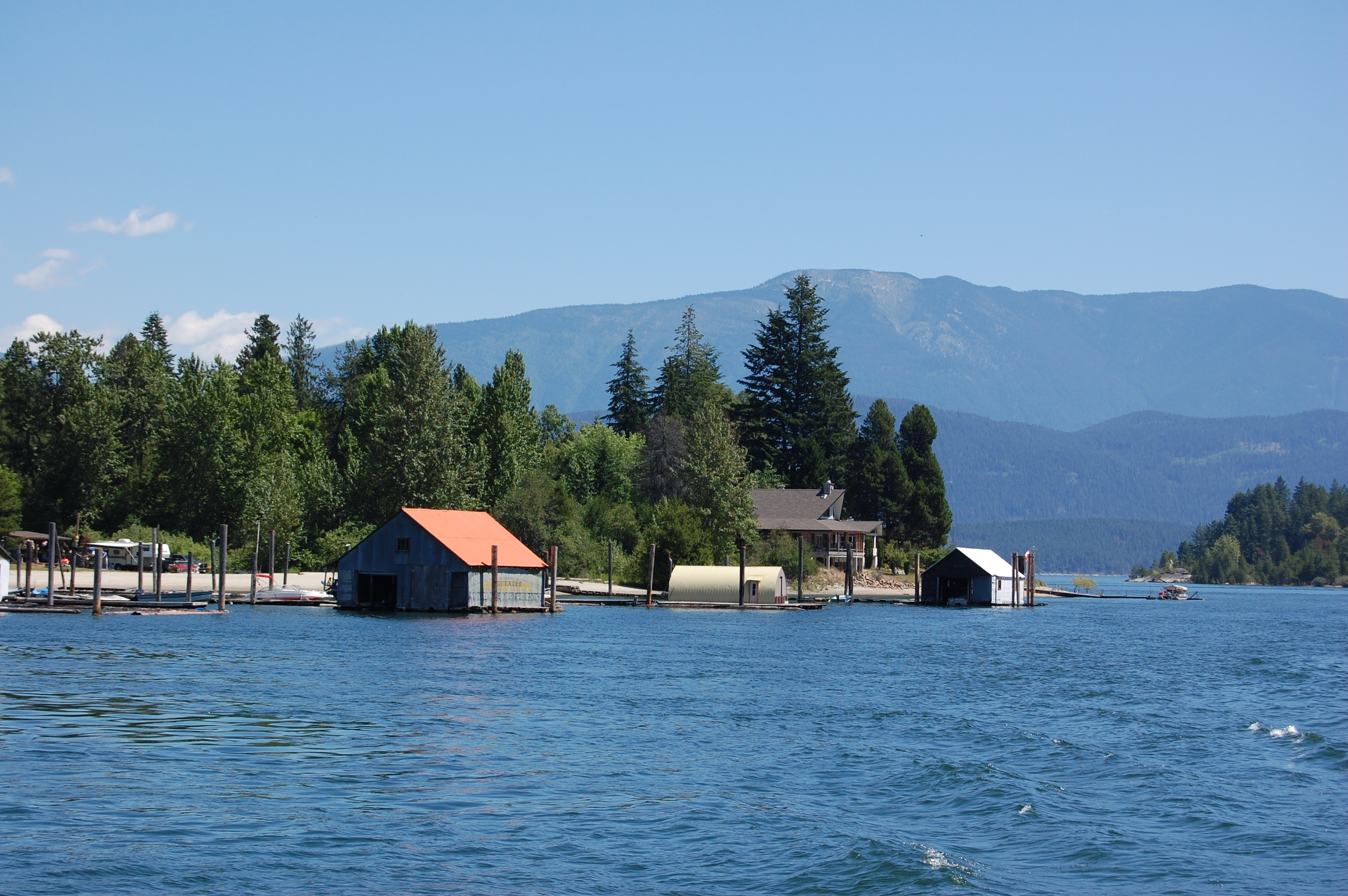
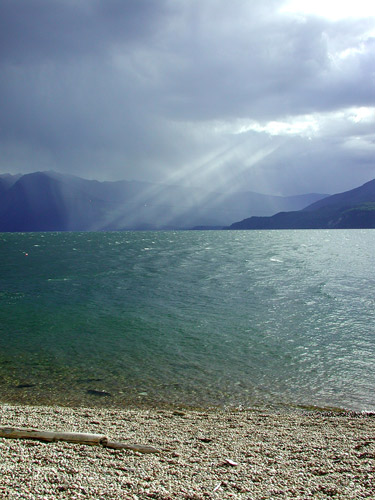